# خورخوره (سقز)
خورخوره (سقز)، روستایی از توابع بخش زیویه شهرستان سقز در استان کردستان ایران است.

## جمعیت
این روستا در دهستان خورخوره قرار دارد و براساس سرشماری مرکز آمار ایران در سال ۱۳۸۵، جمعیت آن ۲۶۳ نفر (۵۶خانوار) بوده‌است.